# Alexandria Mineral Oils Company
Alexandria Mineral Oils Company S.A.E. (AMOC) ist ein ägyptisches Unternehmen mit Sitz in Alexandria. Es ist in der Petrochemie tätig und produziert seine Produkte in zwei Komplexen in Alexandria auf 500.000 m². Dabei verfügt es über eine Kapazität von 1,35 Mio. Tonnen. Es werden Flüssiggas, Naphtha, Gasöl, Heizöl, Schmierölgrundöle und Wachs hergestellt. Zu den Produkten der Gruppe gehören vor allem Mineralöl, Neutralöl, Paraffin und Weichwachse. Die Gruppe stellt auch Diesel, Naphtha, Butan, Flüssiggas usw. her. Die größte Tochtergesellschaft ist AMOC Alexandria Waxes Co. (Anteil 86,45 %).
Im Jahr 2024 wurde das Unternehmen auf Platz 34 der Forbes-Liste der 50 wertvollsten Unternehmen in Ägypten geführt.
Es ist Mitglied im EGX 30 Index an der Egyptian Exchange. Die größten Aktionäre sind Alexandria Petroleum Co. (20,774 %), AL Ahly Capital Holding Co. (15,03 %), Misr Capital (5,479 %), Social Insurance Fund for Governmental Sector Employees (5,15 %) u. a., Streubesitz (26 %).

## Geschichte
Die Gesellschaft wurde 1997 gegründet, gemäß dem ägyptischen Investitionsgesetz Nr. 72 in der Fassung von 2017 und hat sich seit dieser Zeit zu einem der größten petrochemischen Konzerne in Ägypten entwickelt. Der Börsengang fand im Jahr 2005 statt.